# اوگنی اوستیوگوف
اوگنی اوستیوگوف (روسی: Евгений Романович Устюгов؛ زادهٔ ۴ ژوئن ۱۹۸۵) ورزشکار دوگانه اهل روسیه است.
وی همچنین برندهٔ جوایزی همچون نشان دوستی شده‌است.